# Durankulak, Dobrici
Durankulak (în bulgară Дуранкулак; în trecut, în română Răcari) este un sat în comuna Șabla, regiunea Dobrici, Dobrogea de Sud, Bulgaria. Satul se află în extremitatea nord-estică a comunei, a regiunii și a țării, la malul Mării Negre. Este vecin cu satul Graničar (bulgară Граничар; în trecut, în română Grăniceri) la frontiera cu România și este străbătut de șoseaua națională 9 (E87), care duce spre sud la Varna, Burgas și mai departe către Turcia, și spre nord prin Vama Veche în România, continuându-se acolo cu DN39.
Între anii 1913-1940 a făcut parte din plasa Mangalia a județului Constanța, România. 

## Demografie
Componența etnică a satului Durankulak
     Bulgari (93,97%)
     Romi (2,65%)
     Nicio identificare (2,65%)
     Altele (0,72%)
La recensământul din 2011, populația satului Durankulak era de 415 locuitori. Din punct de vedere etnic, majoritatea locuitorilor (93,97%) erau bulgari, cu o minoritate de romi (2,65%). Pentru 2,65% din locuitori nu este cunoscută apartenența etnică.

## Istorie

### Istorie antică

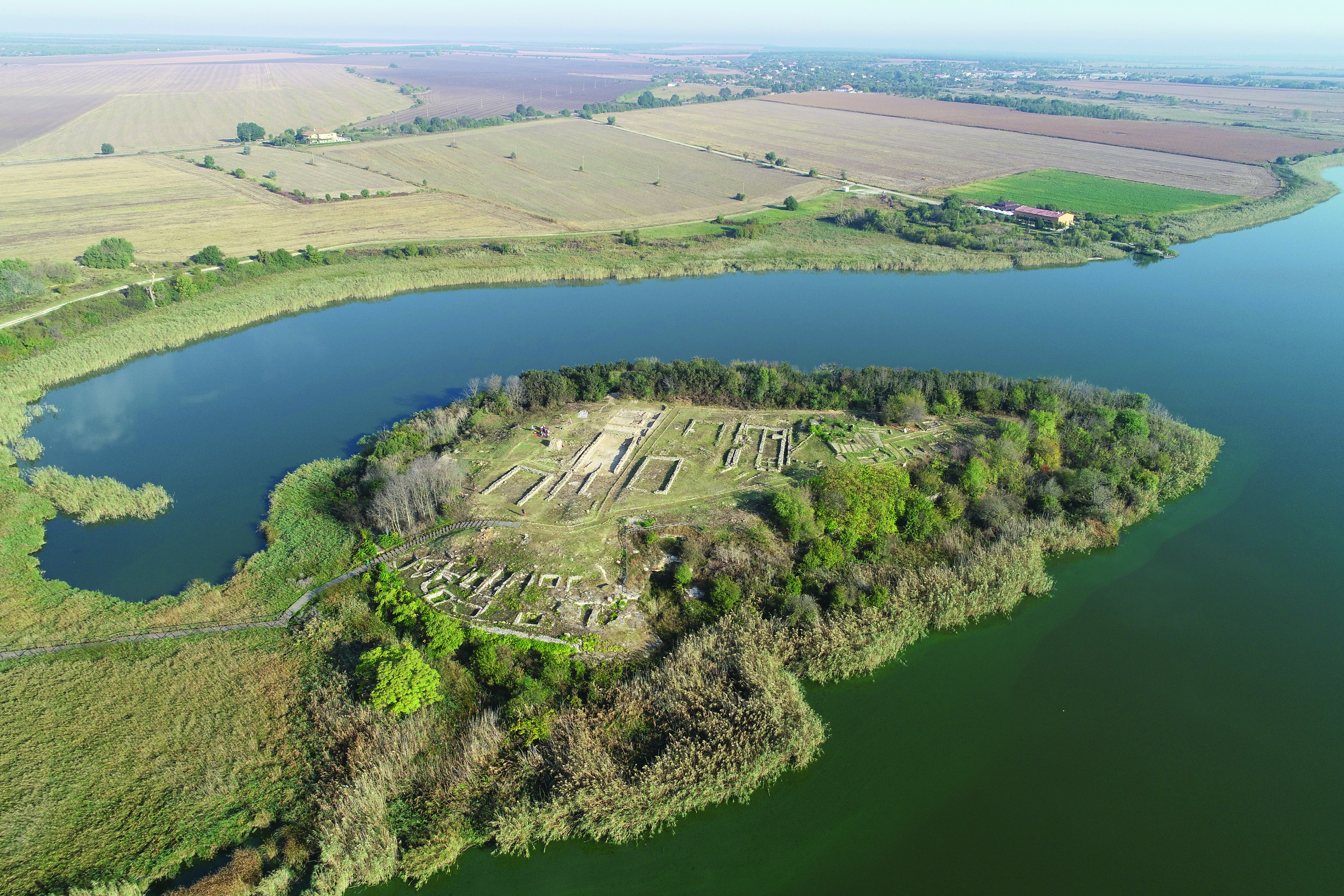
Movila așezării Golemja Ostrov (Insula Mare, tell la Durankulak). Fotografie aeriană 2019, vedere dinspre sud.

Cele mai cunoscute săpături arheologice din zona satului Durankulak au început în anul 1974, sub conducerea prof. Henrieta Todorova. Descoperirile făcute oferă multe cunoștințe noi despre preistoria și istoria timpurie a acestei părți a Peninsulei Balcanice.
Complexul arheologic Durankulak este un sit impresionant care reflectă momentele de vârf ale preistoriei Dobrogei. Aici au fost cercetate peste 1200 de morminte preistorice. Împreună cu necropolele de la Devnya și Varna, aceste descoperiri demonstrează că țărmurile vestice ale Mării Negre au fost leagănul unei civilizații proto-europene antice. Descoperirile de pe Golemija ostrov (Insula Mare) și din zona Nivata, care găzduiește cea mai mare Necropola de la Durankulak din Europa, sunt mai vechi chiar decât cele din Necropola de la Varna. Prezența vieții în acest loc în diverse perioade cronologice (de la neoliticul târziu până la Evul Mediu timpuriu) este motivul pentru care acest loc este cunoscut și ca „Troia Bulgariei”.
Pe malurile lacului, atât pe Golemeja ostrov (Insula Marej, cât și pe malul vestic, au existat mai multe așezări. Cea mai veche arhitectură de piatră din Europa continentală datează din aproximativ 4500 î.Hr. (eneolitic), ceea ce plasează civilizația de aici printre cele mai vechi din Europa.
Pe malul sud-vestic al lacului Durankulak, găsim bordeie ale primilor agricultori din Dobrogea (5100 – 4700 î.Hr.), morminte tumulare din epoca protobronzului (3500 – 3400 î.Hr.) și o necropolă sarmatică târzie. Necropolele lăsate de locuitorii de pe Golemija ostrov (Insula Mare) sunt de asemenea prezente. Pe Insula Mare se află o movilă eneolitică (4700 – 4200 î.Hr.), un monument cultural de importanță națională. Pe versantul sudic se află o așezare fortificată din epoca bronzului târziu și începutul epocii fierului timpuriu (1300 – 1200 î.Hr.).
Așezările din zonă au origini variate - de la epoca neolitică până la Primul Stat Bulgar - Evul Mediu timpuriu. Ultima așezare a fost bulgară și a dispărut după sfârșitul Primului Stat Bulgar - sfârșitul secolului al X-lea - începutul secolului al XI-lea. Pe Golemija ostrov (Insula Mare) a existat o așezare protobulgară fortificată din secolele IX-XI. Unele materiale sunt expuse în muzeul din casa de cultură din Durankulak. Un aspect interesant este faptul că așezarea avea un templu păgân, a cărui intrare a fost zidită, iar lângă acesta a fost construită o biserică, indicând supraviețuirea creștinării. Cercetările arheologice, începute în 1974, continuă până în prezent, dezvăluind numeroase mărturii valoroase despre vechii bulgari și locuitorii anteriori. De exemplu, în 1978, aici a fost descoperit un calendar protobulgar - rabosh din perioada secolelor VII-X.
Golemija ostrov (Insula Mare, tell la Durankulak) este un tell cu straturi culturale groase. În unele locuri, grosimea straturilor culturale descoperite ajunge la 3,50 metri. Astăzi, pe întreaga suprafață a insulei, se văd fundațiile clădirilor preistorice construite din plăci de piatră (un fapt remarcabil pentru această ep.